# Olympische Sommerspiele 2024/Teilnehmer (Libyen)
| Gelbes Symbol für Goldmedaillen mit stilisierten Olympischen Ringen | Graues Symbol für Silbermedaillen mit stilisierten Olympischen Ringen | Braundes Symbol für Bronzemedaillen mit stilisierten Olympischen Ringen |
| ------------------------------------------------------------------- | --------------------------------------------------------------------- | ----------------------------------------------------------------------- |
| —                                                                   | —                                                                     | —                                                                       |

Libyen nahm an den Olympischen Spielen 2024 vom 26. Juli bis zum 11. August 2024 in Paris 6 Athleten (5 Männer, 1 Frau) teil. Es war die insgesamt 13. Teilnahme an Olympischen Sommerspielen.

## Teilnehmer nach Sportarten

### Gewichtheben
Für den Wettbewerb im Schwergewicht der Männer erhielt Ahmed Abuzriba eine Wildcard.
| Athleten       | Wettbewerb        | Reißen  | Reißen | Stoßen                | Stoßen                | Zweikampf     | Zweikampf     | Rang |
| Athleten       | Wettbewerb        | Gewicht | Rang   | Gewicht               | Rang                  | Gewicht       | Rang          | Rang |
| -------------- | ----------------- | ------- | ------ | --------------------- | --------------------- | ------------- | ------------- | ---- |
| Männer         |                   |         |        |                       |                       |               |               |      |
| Ahmed Abuzriba | Klasse bis 102 kg | 164 kg  | 11     | ohne gültigen Versuch | ohne gültigen Versuch | ausgeschieden | ausgeschieden | DNF  |

### Leichtathletik
Laufen und Gehen
| Athleten      | Wettbewerb | Vorlauf | Vorlauf | Halbfinale    | Halbfinale    | Finale        | Finale        | Rang          |
| Athleten      | Wettbewerb | Zeit    | Rang    | Zeit          | Rang          | Zeit          | Rang          | Rang          |
| ------------- | ---------- | ------- | ------- | ------------- | ------------- | ------------- | ------------- | ------------- |
| Männer        |            |         |         |               |               |               |               |               |
| Ahmed Essabai | 100 m      | 11,89 s | 8       | ausgeschieden | ausgeschieden | ausgeschieden | ausgeschieden | ausgeschieden |

### Rudern
Für den Einer der Männer erhielt Libyen eine Wildcard.
| Athleten       | Wettbewerb | Vorlauf     | Vorlauf | Vorlauf       | Hoffnungslauf / Viertelfinale | Hoffnungslauf / Viertelfinale | Hoffnungslauf / Viertelfinale | Halbfinale  | Halbfinale | Halbfinale    | Finale      | Finale | Rang |
| Athleten       | Wettbewerb | Zeit        | Rang    | Qualifikation | Zeit                          | Rang                          | Qualifikation                 | Zeit        | Rang       | Qualifikation | Zeit        | Rang   | Rang |
| -------------- | ---------- | ----------- | ------- | ------------- | ----------------------------- | ----------------------------- | ----------------------------- | ----------- | ---------- | ------------- | ----------- | ------ | ---- |
| Männer         |            |             |         |               |                               |                               |                               |             |            |               |             |        |      |
| Mohamed Bukrah | Einer      | 7:37,75 min | 5       | Hoffnungslauf | 7:45,55 min                   | 5                             | Halbfinale E/F                | 8:00,42 min | 4          | F-Finale      | 7:28,90 min | 1      | 31   |

### Schießen
Bei den Afrikameisterschaften 2023 in Kairo gewann Libyen einen Startplatz für den Wettbewerb mit der Luftpistole bei den Männern.
| Athleten            | Wettbewerb       | Qualifikation   | Qualifikation | Finale          | Finale        |
| Athleten            | Wettbewerb       | Ringe/ Scheiben | Rang          | Ringe/ Scheiben | Rang          |
| ------------------- | ---------------- | --------------- | ------------- | --------------- | ------------- |
| Männer              |                  |                 |               |                 |               |
| Mohammed Bin Dallah | 10 m Luftpistole | 555             | 32            | ausgeschieden   | ausgeschieden |

### Schwimmen
| Athleten          | Wettbewerb     | Vorlauf     | Vorlauf | Halbfinale    | Halbfinale    | Finale        | Finale        | Rang |
| Athleten          | Wettbewerb     | Zeit        | Rang    | Zeit          | Rang          | Zeit          | Rang          | Rang |
| ----------------- | -------------- | ----------- | ------- | ------------- | ------------- | ------------- | ------------- | ---- |
| Frauen            |                |             |         |               |               |               |               |      |
| Maleek Al-Mukhtar | 100 m Rücken   | 1:10,99 min | 36      | ausgeschieden | ausgeschieden | ausgeschieden | ausgeschieden | 36   |
| Männer            |                |             |         |               |               |               |               |      |
| Yousef Abubaker   | 100 m Freistil | 56,19 s     | 75      | ausgeschieden | ausgeschieden | ausgeschieden | ausgeschieden | 75   |